# Karl-Gunnar Ohlsson
Karl-Gunnar Ohlsson, född 1944 i Hallstahammar, är en svensk målare och författare. 
Ohlsson arbetade först inom olika yrken som byggnadsarbetare och flygplansmontör innan han studerade konst vid Västerås konstskola. Efter studierna har han medverkat i ett 30-tal utställningar och arbetat som kursledare i måleri. Han har medverkat i olika skrifter med kåserier och illustrationer. Hans konst består av figurmotiv och bilder från en lantlig miljö. Som författare utgav han boken Oflyt i lös sand. Ohlsson är representerad vid Västmanlands läns landsting, Sala kommun och Västerås kommun.